# Josef Tamir
Josef Tamir (hebrejsky יוסף תמיר, žil 5. března 1915 – 10. srpna 2009) byl izraelský novinář, ekologický aktivista, politik a poslanec Knesetu za strany Gachal, Likud a Šinuj.

## Biografie
Narodil se v Berdyčivu v Ruském impériu, dnes Ukrajina. V roce 1924 přesídlil do dnešního Izraele. Vystudoval základní a střední školu v Petach Tikva. Absolvoval vysokoškolské studium práva ekonomie v Tel Avivu.

## Politická dráha
V letech 1935–1945 pracoval jako novinář v listech Haaretz, Palestine Post, Jedi'ot achronot, Ma'ariv či ha-Boker. Roku 1935 byl zpravodajem Haaretz v Libanonu a Sýrii. Během války za nezávislost působil jako vojenský korespondent. Angažoval se ve sportu, účastnil se první Makabiády, na které získal tři medaile. Patřil mezi zakladatele hnutí Bnej Mošavot. Byl generálním tajemníkem federace Všeobecných sionistů, ze které se postupně vyvinula Liberální strana, později patřil mezi zakladatele formací Gachal a Likud. V letech 1965–1969 zastupoval liberály v samosprávě města Tel Aviv. V roce 1968 inicioval založení Rady pro krásný Izrael a roku 1970 založil nadstranický Výbor pro ekologii, roku 1975 to byla Organizace pro život a životní prostředí.
V izraelském parlamentu zasedl poprvé po volbách v roce 1965, do nichž šel za stranu Gachal. Stal se členem parlamentního výboru pro záležitosti vnitra a výboru pro ekonomické záležitosti. Mandát obhájil ve volbách v roce 1969, opět za Gachal. Zastával post člena výboru záležitosti vnitra, výboru pro ekonomické záležitosti, výboru pro vzdělávání a kulturu, výboru pro zahraniční záležitosti a obranu. Předsedal zvláštnímu výboru pro životní prostředí. Opětovně byl zvolen ve volbách v roce 1973, nyní za Likud. Byl pak předsedou výboru pro záležitosti vnitra a životního prostředí a výboru státní kontroly. Uspěl na kandidátce Likudu i ve volbách v roce 1977. V roce 1979 odešel z Likudu a přidal se ke straně Šinuj, u které zůstal do roku 1981. Pak i z ní odešel a po zbytek volebního období vystupoval jako nezařazený poslanec. Byl členem výboru finančního, výboru pro záležitosti vnitra a životního prostředí, výboru státní kontroly a výboru pro zahraniční záležitosti a obranu. Předsedal podvýboru pro záležitosti životního prostředí a podvýboru pro ochranu Tel Avivu.
V roce 1991 se podílel na vzniku organizace The Israel Economic Forum on the Environment, v níž působil jako její prezident. Byl dále členem několika ekologických organizací.